# Kahula
Kahula est un village de 134 habitants (au 1er janvier 2012) de la Commune de Jõhvi du Comté de Viru-Est en Estonie. 